# كيلي بيل
كيلي بيل (بالإنجليزية: Kelly Bell)‏ هي عارضة بريطانية، ولدت في 21 فبراير 1982 في ألدرشوت في المملكة المتحدة.

## وصلات خارجية
- الموقع الرسمي